# Нарвянский (национальный парк)
Нарвянский (пол. Narwiański Park Narodowy) — национальный парк на северо-востоке Польши, в Подляском воеводстве. Территорию парка пересекает река Нарев; площадь парка составляет 73,5 км². Был создан в 1996 году. Штаб-квартира парка находится в деревне Курово.
Парк включает в себя верхнюю часть долины реки Нарев между городом Сураж и деревней Жендзяны. Почти 90 % территории — болота либо внутренние воды, представленные помимо реки Нарев также её многочисленными притоками. Имеются также луга и небольшие леса. В парке водится 40 видов млекопитающих, среди которых — европейские лоси, выдры и обыкновенные бобры. Также здесь обитают 179 видов птиц и 22 вида рыб. Водно-болотные угодья парка охраняются как объект Рамсарской конвенции. В буферной зоне национального парка расположен Нарвянский ландшафтный парк.
Одной из достопримечательностей парка является частный археологический музей, принадлежащий Владиславу Литвинчуку.
- Топилец
- Сураж
- Бацюты